# Aweil, Nam Sudan
Aweil là thủ phủ bang Bắc Bahr el Ghazal của Nam Sudan.

## Vị trí
Aweil nằm ở quận Aweil Trung, gần biên giới quốc tế với Cộng hòa Sudan và vùng Abyei. Vị trí này cách thủ đô Juba khoảng 800 km (500 mi) về phía tây bắc.
Aweil dễ xảy ra lũ lụt. Thành phố nằm gần hợp lưu của sông Lol và sông Pongo. Độ cao trung bình của nó là khoảng 425 mét (1.394 ft) trên mực nước biển.

## Giao thông
Aweil có một nhà ga trên tuyến đường sắt đến Wau. Thành phố cũng có một sân bay.

## Người nổi tiếng
- Valentino Achak Deng
- Madut Aluk
- Paul Malong Awan

## Hình ảnh

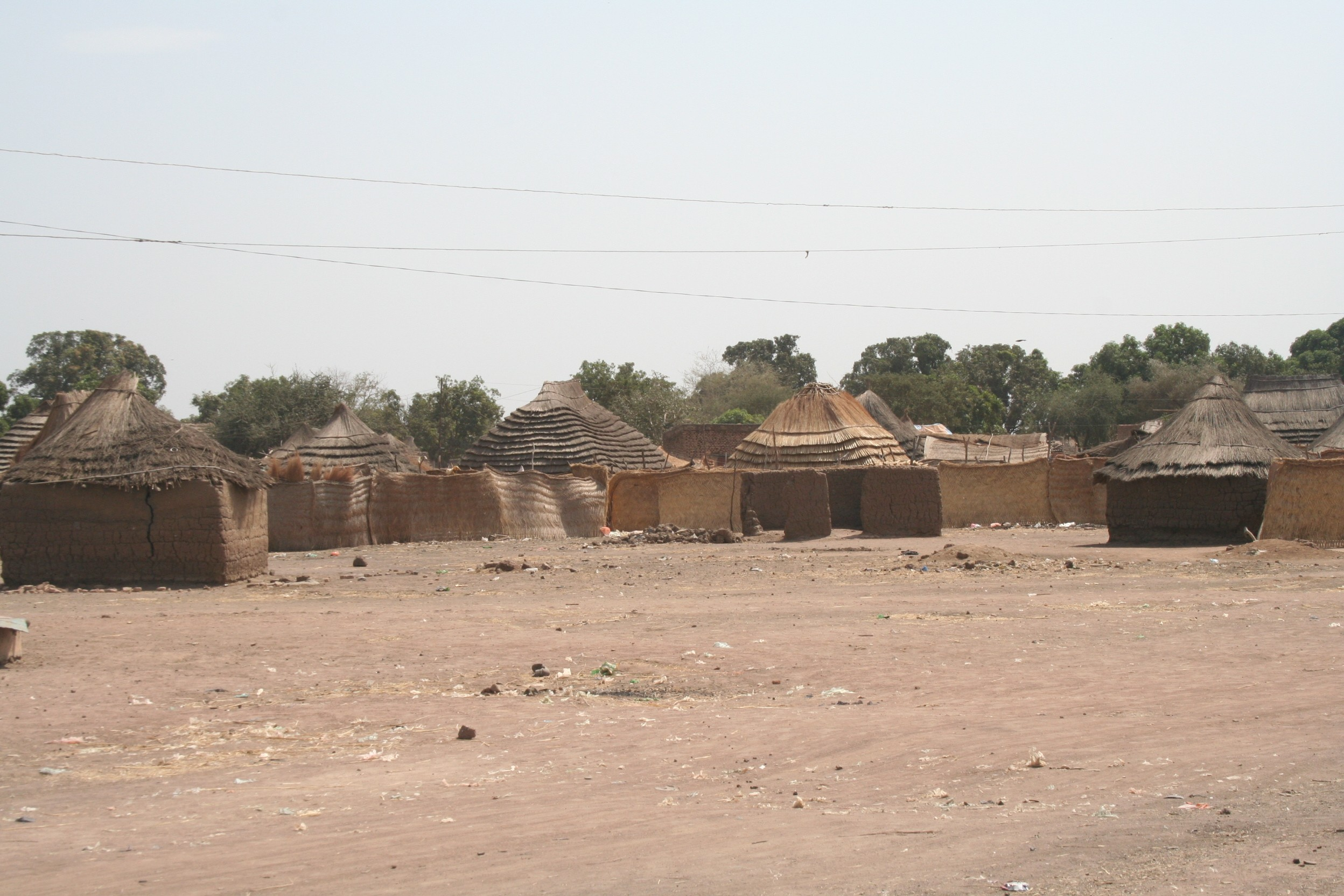
Lều tranh ở Aweil
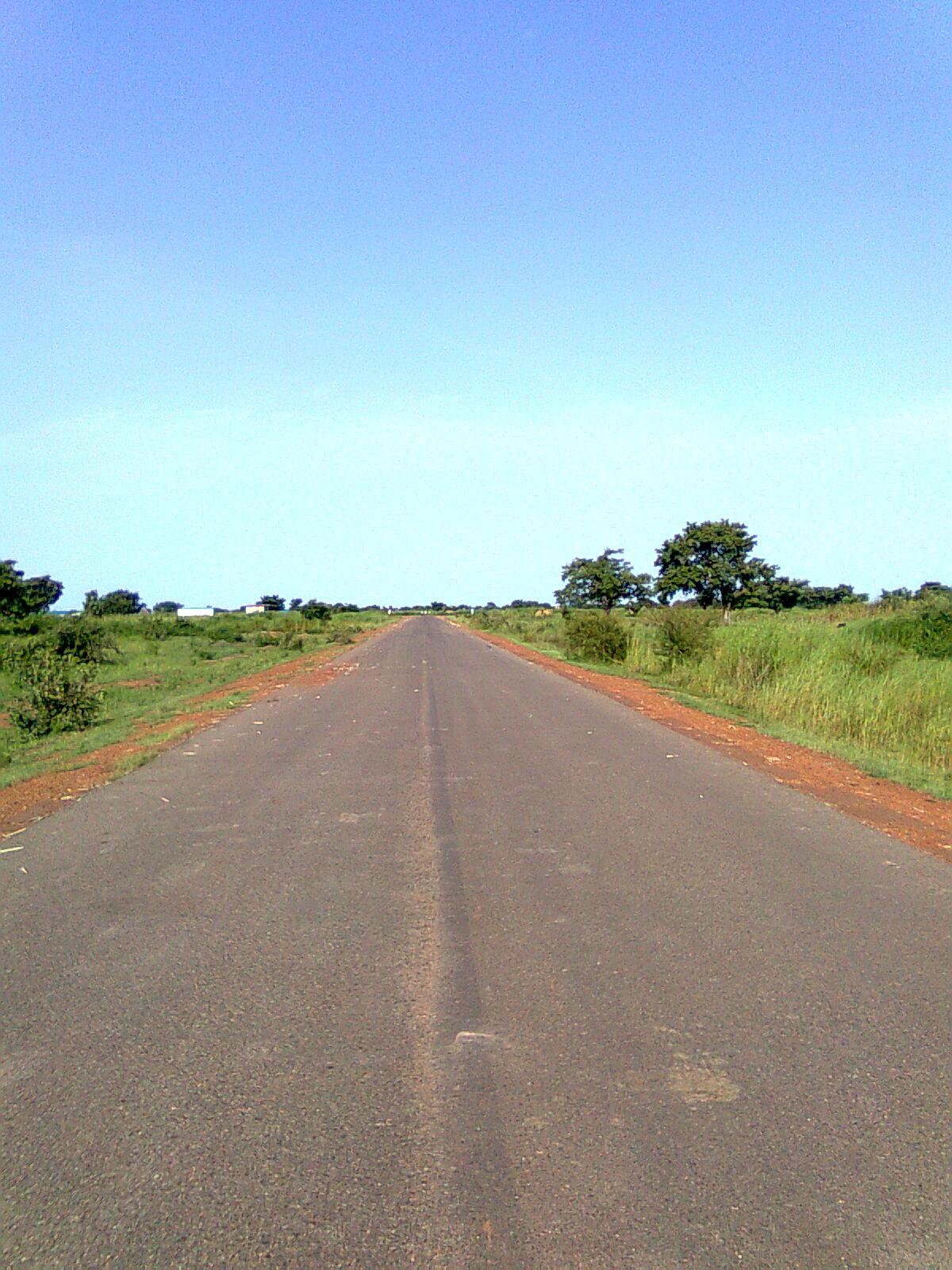
Một tuyến đường gần thành phố
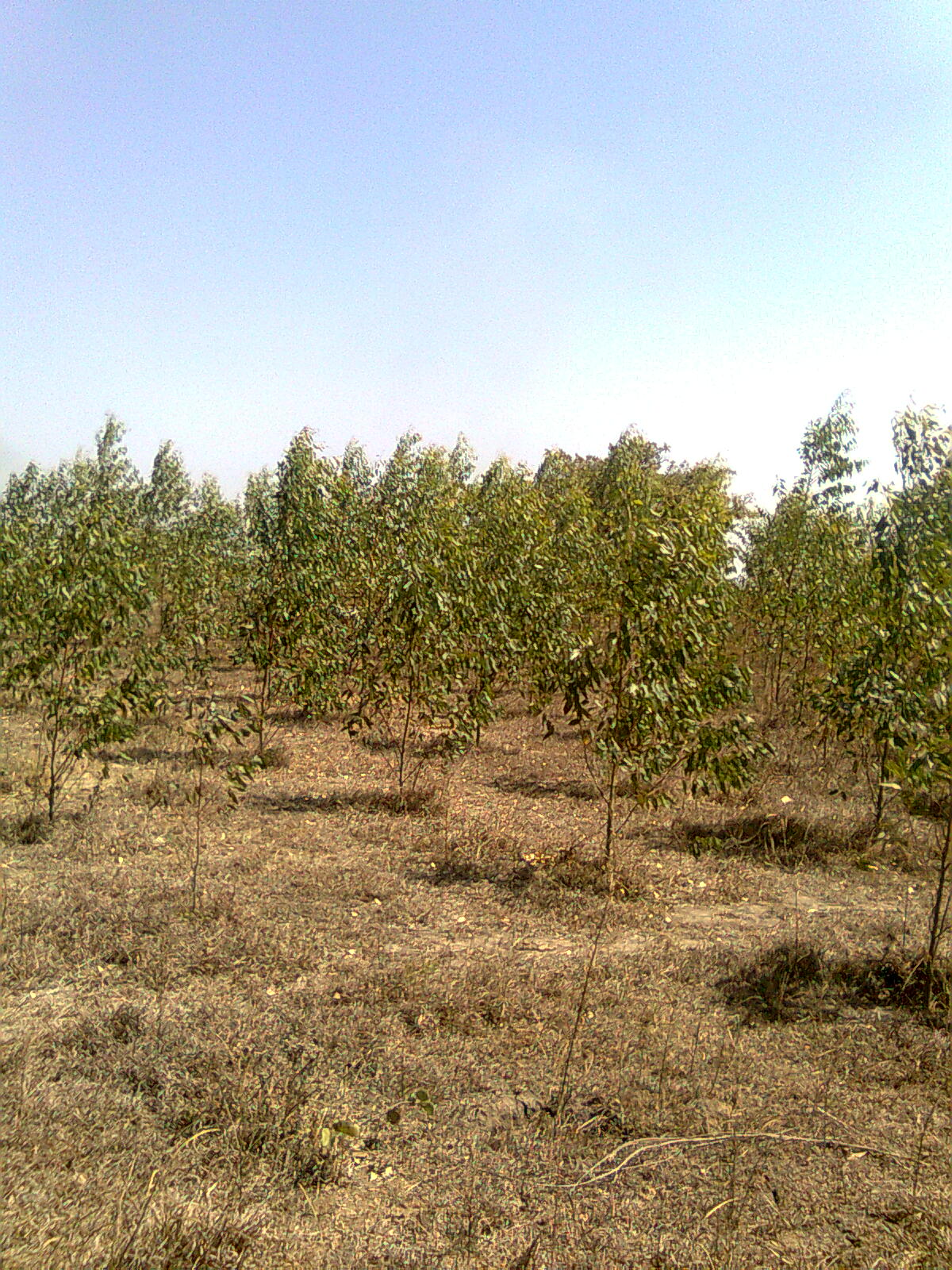
Đồn điền gỗ tếch ở Aweil